# Champions des États-Unis de natation en bassin de 50 m du 100 m dos

## 100 mètres dos messieurs
| Championnat                                  | Ville                 | Nageur                              | Naissance | Age | Club                           | Temps             |
| 1920 sélections olympiques (Juillet) (25 yd) | Chicago, IL           | Ray Kegeris                         |           |     | Los Angeles Athletic Club      | 1 min 22 s 3/5    |
| -----                                        |                       |                                     |           |     |                                |                   |
| -----                                        |                       |                                     |           |     |                                |                   |
| 1928 sélections olympiques (Juin) ()         | Detroit, MI           | George H. Kojac                     |           |     | Boys Club                      | 1 min 09 s 3/5 RM |
| -----                                        |                       |                                     |           |     |                                |                   |
| -----                                        |                       |                                     |           |     |                                |                   |
| 1932 sélections olympiques () ()             | Cincinnati, OH        | Daniel Zehr                         |           |     | Fort Wayne YMCA                | 1 min 10 s 2/5    |
| -----                                        |                       |                                     |           |     |                                |                   |
| -----                                        |                       |                                     |           |     |                                |                   |
| 1936 sélections olympiques (juillet) (50 m)  | Providence, RI        | Adolph Kiefer                       | 1918      | 18  | Lake Shore Athletic Club       | 1 min 07 s 5      |
| -----                                        |                       |                                     |           |     |                                |                   |
| -----                                        |                       |                                     |           |     |                                |                   |
| 1948 sélections olympiques (juillet) (50 m)  | Detroit, MI           | Allen Stack                         |           |     | Yale                           | 1 min 06 s 9      |
| -----                                        |                       |                                     |           |     |                                |                   |
| -----                                        |                       |                                     |           |     |                                |                   |
| 1952 sélections olympiques (juillet) (50 m)  | New York, NY          | Yoshinobu Oyakawa                   | 1933      | 19  | Ohio State University          | 1 min 05 s 7      |
| -----                                        |                       |                                     |           |     |                                |                   |
| -----                                        |                       |                                     |           |     |                                |                   |
| 1956 sélections olympiques () (50 m)         | Detroit, MI           | Yoshinobu Oyakawa                   | 1933      | 23  | Cincinnati Coca Cola           | 1 min 05 s 2      |
| -----                                        |                       |                                     |           |     |                                |                   |
| -----                                        |                       |                                     |           |     |                                |                   |
| 1960 sélections olympiques (août) (50 m)     | Detroit, MI           | Robert Bennett                      |           |     | Kris Kristenson Swim Club      | 1 min 02 s 4      |
| -----                                        |                       |                                     |           |     |                                |                   |
| -----                                        |                       |                                     |           |     |                                |                   |
| 1962 printemps (avril) (25 yd)               |                       | Robert Bennett                      |           |     | Southern California            | 54 s 1            |
| 1962 été (août) (50 m)                       | Cuyahoga Falls        | Tom Stock                           |           |     | Indiana                        | 1 min 01 s 0 RM   |
| 1963 printemps (mars) (25 yd)                |                       | Chuck Bitteck                       |           |     | U.S. Navy                      | 53 s 3            |
| 1963 été (août) (50 m)                       | Oak Park, IL          | Richard McGeagh                     |           |     | Verdugo Hills                  | 1 min 01 s 7      |
| 1964 printemps (avril) (25 yd)               | Bartlesville, OK      | Robert Bennett                      |           |     | Southern California            | 53 s 7            |
| 1964 été (août) (50 m)                       | Los Altos, CA         | Thompson Mann                       |           |     | Caroline du Nord               | 1 min 00 s 0      |
| 1965 printemps (avril) (25 yd)               |                       | Thompson Mann                       |           |     | Caroline du Nord               | 52 s 5            |
| 1965 été (août) (50 m)                       | Maumee, OH            | Thompson Mann                       |           |     | Caroline du Nord               | 1 min 00 s 5      |
| 1966 printemps (avril) (25 yd)               |                       | Richard McGeagh                     |           |     | Southern California            | 53 s 9            |
| 1966 été (août) (50 m)                       |                       | Charles Hickcox                     |           |     | Indiana                        | 1 min 01 s 0      |
| 1967 printemps (avril) (25 yd)               |                       | Fred Haywood                        |           |     | Santa Clara                    | 52 s 6            |
| 1967 été (août) (50 m)                       |                       | Charles Hickcox                     | 1947      | 20  | Indiana                        | 59 s 7            |
| 1968 printemps (avril) (25 yd)               |                       | Charles Hickcox                     | 1947      | 21  | Indiana                        | 52 s 51           |
| 1968 été (août) (50 m)                       |                       | Lawrence Barbiere                   |           |     | Vespery                        | 1 min 00 s 9      |
| 1968 sélections olympiques (août) (50 m)     | Long Beach, CA        | Charles Hickcox                     | 1947      | 21  | Bloom                          | 59 s 7            |
| 1969 printemps (avril) (25 yd)               |                       | Fred Haywood                        |           |     | Santa Clara                    | 52 s 26           |
| 1969 été (août) (50 m)                       |                       | Mitch Ivey                          |           |     | Santa Clara                    | 1 min 00 s 2      |
| 1970 printemps (avril) (25 yd)               |                       | Mike Stamm                          |           |     | Unattached                     | 51 s 17           |
| 1970 été (août) (50 m)                       |                       | Mike Stamm                          |           |     | Coronado Navy                  | 58 s 57           |
| 1971 printemps (avril) (25 yd)               |                       | Mike Stamm                          |           |     | Indiana                        | 51 s 52           |
| 1971 été (août) (50 m)                       |                       | Melvin Nash                         |           |     | Greater Pittsburg              | 59 s 28           |
| 1972 printemps (avril) (25 yd)               |                       | Mike Stamm                          |           |     | Indiana                        | 51 s 86           |
| 1972 sélections olympiques (août) (50 m)     | Chicago, IL           | Mitch Ivey                          |           |     | Santa Clara                    | 58 s 61           |
| 1973 printemps (avril) (25 yd)               |                       | John Naber                          | 1956      | 17  | Southern California            | 51 s 36           |
| 1973 été (août) (50 m)                       |                       | Mike Stamm                          |           |     | Coronado Navy                  | 59 s 36           |
| 1974 printemps (avril) (25 yd)               |                       | John Naber                          | 1956      | 18  | Southern California            | 50 s 41           |
| 1974 été (août) (50 m)                       |                       | John Naber                          | 1956      | 18  | Ladera Oaks                    | 58 s 12           |
| 1975 printemps (avril) (25 yd)               |                       | John Naber                          | 1956      | 19  | Southern California            | 50 s 36           |
| 1975 été (août) (50 m)                       |                       | John Naber                          | 1956      | 19  | Ladera Oaks                    | 57 s 35           |
| 1976 printemps (avril) (50 m)                |                       | John Naber                          | 1956      | 20  | Ladera Oaks                    | 56 s 99           |
| 1976 sélections olympiques (juin) (50 m)     | Long Beach, CA        | John Naber                          | 1956      | 20  | Ladera Oaks                    | 56 s 82           |
| 1976 été (août) (50 m)                       |                       | John Naber                          | 1956      | 20  | Ladera Oaks                    | 56 s 48           |
| 1977 printemps (avril) (25 yd)               |                       | John Naber                          | 1956      | 21  | Southern California            | 49 s 31           |
| 1977 été (août) (50 m)                       | Mission Viejo, Ca     | Mark Tonelli                        |           |     | Mission Viejo                  | 57 s 80           |
| 1978 printemps (avril) (25 yd)               | Austin (TX)           | Peter Rocca                         |           |     | Concord                        | 49 s 83           |
| 1978 été (août) (50 m)                       | The Woodlands, TX     | Bob Jackson                         |           |     | Concord                        | 57 s 22           |
| 1979 printemps (avril) (25 yd)               | Los Angeles, CA       | Bob Jackson                         |           |     | West Valley                    | 49 s 58           |
| 1979 été (août) (50 m)                       | Fort Lauderdale, FL   | Bob Jackson                         |           |     | West Valley                    | 56 s 75           |
| 1980 printemps (avril) (50 m)                | Austin (TX)           | Peter Rocca                         |           |     | Concord Pleasant Hills         | 56 s 66           |
| 1980 sélections olympiques (août) (50 m)     | Irvine, Ca            | Peter Rocca                         |           |     | Concord Pleasant Hills         | 56 s 64           |
| 1981 printemps (avril) (25 yd)               |                       | Rick Carey                          |           |     | Badger Swim Club               | 49 s 79           |
| 1981 été (août) (50 m)                       |                       | Rick Carey                          |           |     | Badger Swim Club               | 56 s 58           |
| 1982 printemps (avril) (25 yd)               | Université de Floride | Dave Bottom                         |           |     | Walnut Creek Aquabears         | 48 s 94           |
| 1982 été (août) (50 m)                       | Indianapolis, In      | Mook Rhodenbaugh                    |           |     | Cincinnati Marlins             | 56 s 90           |
| 1983 printemps (avril) (25 yd)               | Indianapolis, In      | Rick Carey                          |           |     | Badger Swim Club               | 48 s 32           |
| 1983 été (août) (50 m)                       | Clovis, Ca            | Rick Carey                          |           |     | Badger Swim Club               | 55 s 38 RM        |
| 1984 printemps (mars) (50 m)                 |                       | Dave Wilson                         |           |     | Cincinnati Marlins             | 56 s 89           |
| 1984 Sélections JO (juin) (50 m)             | Indianapolis, IN      | Rick Carey                          |           |     | Badger Swim Club               | 55 s 32           |
| 1984 été () (50 m)                           |                       | Dan Veatch                          |           |     | Rockville Montgomery Swim Club | 57 s 17           |
| 1985 printemps (avril) (25 yd)               | Monterey Park, Ca     | Rick Carey                          |           |     | Badger Swim Club               | 48 s 98           |
| 1985 été (août) (50 m)                       | Mission Viejo, Ca     | Rick Carey                          |           |     | Badger Swim Club               | 56 s 94           |
| 1986 printemps (mars) (25 yd)                | Orlando, Fl           | Mark Tewksbury Rick Carey           | 1968      | 18  | Calgary Badger Swim Club       | 49 s 33 49 s 61   |
| 1986 Sélections CM (juin) (50 m)             | Orlando, Fl           | Dan Veatch                          |           |     | Mission Bay                    | 56 s 74           |
| 1986 été (août) (50 m)                       | Santa Clara, Ca       | Rick Carey                          |           |     | Badger Swim Club               | 57 s 26           |
| 1987 printemps (mars) (25 yd)                | Mission Bay, Fl       | Mark Rhodenbaugh                    |           |     | Mustang                        | 48 s 66           |
| 1987 été (juillet) (50 m)                    | Clovis, Ca            | Jay Mortensen                       |           |     | Concord Pleasant Hills         | 56 s 58           |
| 1988 printemps (mars) (50 m)                 | Orlando, Fl           | David Berkoff                       | 19        |     | Bernals Gator                  | 55 s 46           |
| 1988 été (août) (50 m)                       |                       | David Berkoff                       | 19        |     | Bernals Gator                  | 54 s 91 RM        |
| 1989 printemps (mars) (25 yd)                | Chapel Hill, NC       | Derek Weatherford                   |           |     | Fort Myers                     | 49 s 08           |
| 1989 été (août) (50 m)                       | Los Angeles, CA       | Geoff Cronin                        |           |     | Santa Clara                    | 56 s 14           |
| 1990 printemps (mars) (25 yd)                | Nashville, TE         | Eric Hansen                         |           |     | Hillenbrand                    | 49 s 21           |
| 1990 été (août) (50 m)                       | Austin (TX)           | Jeff Rouse                          |           |     | Tarn Pure                      | 54 s 86           |
| 1991 printemps (avril) (50 m)                | Federal Way, WA       | David Berkoff                       |           |     | Bernals Gator                  | 55 s 57           |
| 1991 été (août) (50 m)                       | Fort Lauderdale, FL   | Derek Weatherford                   |           |     | Swim Florida                   | 56 s 25           |
| 1992 sélections olympiques (mars) (50 m)     | Indianapolis, In      | Jeff Rouse                          |           |     | Stanford                       | 54 s 07           |
| 1992 été (août) (50 m)                       | Mission Viejo, Ca     | Derek Weatherford                   |           |     | Swim Florida                   | 55 s 21           |
| 1993 printemps (avril) (50 m)                | Nashville, TE         | Jeff Rouse                          |           |     | Stanford                       | 54 s 87           |
| 1993 été (juillet) (50 m)                    | Austin (TX)           | Jeff Rouse                          |           |     | Stanford                       | 54 s 21           |
| 1994 printemps (avril) (50 m)                | Federal Way, WA       | Brad Bridgewater                    |           |     | Texas                          | 55 s 85           |
| 1994 été (août) (50 m)                       | Indianapolis, In      | Jeff Rouse                          |           |     | Stanford                       | 54 s 79           |
| 1995 printemps (mars) (50 m)                 | Minneapolis, MN       | Bartosz Kizierowski Justin Thornton | 1977      | 18  | Mission Viejo Nadadores Dayton | 56 s 83           |
| 1995 été (août) (50 m)                       | Pasadena, CA          | Jeff Rouse                          |           |     | Phoenix                        | 55 s 29           |
| 1996 printemps (février) (50 m)              | Orlando, Fl           | Tripp Schwenk                       |           |     | Unattached Resident            | 56 s 39           |
| 1996 sélections olympiques (mars) (50 m)     | Indianapolis, In      | Tripp Schwenk                       |           |     | Sarasota YMCA                  | 54 s 94           |
| 1996 été (août) (50 m)                       | Fort Lauderdale, FL   | Lenny Krayzelburg                   | 1975      | 21  | Trojan Swim Club               | 56 s 11           |
| 1997 printemps (février) (50 m)              | Buffalo, NY           | Tripp Schwenk                       |           |     | Tennessee Aquatics             | 55 s 82           |
| 1997 été (juillet) (50 m)                    | Nashville, TE         | Lenny Krayzelburg                   | 1975      | 22  | Trojan Swim Club               | 54 s 69           |
| 1998 printemps (avril) (50 m)                | Minneapolis, MN       | Robert Brewer                       |           |     | Unattached                     | 55 s 54           |
| 1998 été (août) (50 m)                       | Clovis, Ca            | Lenny Krayzelburg                   | 1975      | 23  | Trojan Swim Club               | 54 s 64           |
| 1999 printemps (avril) (50 m)                | Long Island, NY       | Lenny Krayzelburg                   | 1975      | 24  | Trojan Swim Club               | 54 s 77           |
| 1999 été (août) (50 m)                       | Minneapolis, MN       | Lenny Krayzelburg                   | 1975      | 24  | Trojan Swim Club               | 54 s 00           |
| 2000 printemps (mars) (50 m)                 |                       | Neil Walker                         | 1976      | 24  | Longhorn Aquatics              | 54 s 58           |
| 2000 sélections JO (août) (50 m)             | Indianapolis, In      | Lenny Krayzelburg                   | 1975      | 25  | Trojan Swim Club               | 53 s 84           |
| 2001 printemps (avril) (50 m)                | Austin (TX)           | Aaron Peirsol                       | 1983      | 18  | Irvine Novaquatics             | 54 s 80           |
| 2001 été (août) (50 m)                       | Fresno, CA            | Peter Marshall                      | 1982      | 19  | Stanford                       | 55 s 57           |
| 2002 printemps (mars) (50 m)                 | Minneapolis, MN       | Aaron Peirsol                       | 1983      | 19  | Irvine Novaquatics             | 54 s 47           |
| 2002 été (août) (50 m)                       | Fort Lauderdale, FL   | Aaron Peirsol                       | 1983      | 19  | Irvine Novaquatics             | 54 s 01           |
| 2003 printemps (avril) (50 m)                | Indianapolis, In      | Lenny Krayzelburg                   | 1975      | 28  | Trojan Swim Club               | 54 s 26           |
| 2003 été (août) (50 m)                       | College Park, MA      | Randall Bal                         | 1980      | 23  | Stanford                       | 54 s 63           |
| 2004 printemps (février) (50 m)              | Orlando, Fl           | Randall Bal                         | 1980      | 24  | Unattached                     | 54 s 78           |
| 2004 sélections JO (juillet) (50 m)          | Long Beach, CA        | Aaron Peirsol                       | 1983      | 21  | Irvine Novaquatics             | 53 s 64           |
| 2004 été (août) (50 m)                       | Stanford, CA          | Randall Bal                         | 1980      | 24  | Stanford                       | 54 s 67           |
| 2005 Sélections CM (avril) (50 m)            | Indianapolis, In      | Aaron Peirsol                       | 1983      | 22  | Texas Longhorn Aquatics        | 53 s 17 RM        |
| 2005 été (août) (50 m)                       | Irvine, Ca            | Randall Bal                         | 1980      | 25  | Stanford                       | 54 s 09           |
| 2006 printemps (mars) (50 m)                 | Federal Way, WA       | Adam Mania                          | 1983      | 23  | WA Wisconsin                   | 55 s 24           |
| 2006 été (août) (50 m)                       | Irvine, Ca            | Aaron Peirsol                       | 1983      | 23  | Texas Longhorn Aquatics        | 53 s 38           |
| 2007 printemps (mars) (50 m)                 | East Meadow, NY       | David Cromwell                      | 1984      | 23  | Texas Longhorn Aquatics        | 55 s 12           |
| 2007 été (juillet) (50 m)                    | Indianapolis, In      | Michael Phelps                      | 1985      | 22  | Club Wolverine                 | 53 s 01           |
| 2008 Sélections JO (juillet) (50 m)          | Omaha                 | Aaron Peirsol                       | 1983      | 25  | Texas Longhorn Aquatics        | 52 s 89 RM        |